# ソニー・ミュージックアソシエイテッドレコーズ
ソニー・ミュージックアソシエイテッドレコーズ (Sony Music Associated Records) は、ソニー・ミュージックレーベルズの社内レコードレーベル。通称は「アソシ」、頭文字の「SMAR」、規格品番の「AI」等。
ソニー・ミュージックエンタテインメント (SME) グループの邦楽レーベルでは最もレーベル名が長く、公式Twitterのプロフィールも「名前が長いでおなじみ」とする。

## 概要
1998年4月、「SMEJ Associated Records」として設立。当初のレーベル名表記は『Sony Music Entertainment (Japan) Inc.』のみであり、明確なレーベル表記が実施されたのは1999年頃からである。
販売元はSMEインターメディアに委託されていたが、1999年4月よりソニー・ミュージックエンタテインメントに移管されている。
丸山茂雄は「プロデューサーズ・レーベル」「小室哲哉さん、小林武史さんの様な大物プロデューサーを招き、それぞれ思い思いのレーベルを展開していく」というコンセプトを持ち、音作り以外にも、アーティストの選定・メディア出演先のマネジメント等様々な権限を持たせたが、その戦略が裏目にでてしまい、プロデューサーとアーティストの活動の停滞を招いてしまった。その結果、ソニー・ミュージックエンタテインメントは1999年3月期に株式上場来初の営業赤字になった。
2001年10月にソニー・ミュージックエンタテインメントの制作部門から株式会社ソニー・ミュージックアソシエイテッドレコーズ (Sony Music Associated Records Inc.) としてソニー・ミュージックジャパンインターナショナル、ソニー・ミュージックレコーズ、キューンレコード、エピックレコードジャパンともに分離する。
2014年4月1日にソニー・ミュージックレコーズがレーベルビジネスグループの7社を吸収合併し、株式会社ソニー・ミュージックレーベルズが発足。ソニー・ミュージックアソシエイテッドレコーズは同社の社内レーベルとなる。
規格品番のAIは「Associated」のAとIから引用されている。4番目に付くジャンプコードは他のレーベルと同じくLであるが設立当初から分社化されるまではTであった。ロゴマークは中心のSは「SMEJ」及び「Sony Music」、左側のAは「Associated」、右側のRは「Records」から引用されている。

## レーベル
- Sony Music Associated Records（メイン、旧SMEJ Associated Records）
- onenation（HIP-HOP系・R&B系のレーベル）
- fanfarecord（2019年に設立されたレーベル）
- studio NUI（2021年に設立されたレーベル）
- 非日常レコーズ（ヒトリエのプライベートレーベル）

### かつて存在したレーベル
- Camplabel - 伊藤銀次のプライベートレーベル。1999年に活動休止。
- TRUE KiSS DiSC - 小室哲哉のプライベートレーベル。2001年に活動休止。
- ZONE LABEL - 小林武史のプライベートレーベル。2000年に活動休止。
- Passagio Discs - 辻仁成のプライベートレーベル。2001年に活動休止。
- FEARLESS RECORDS - 大沢伸一が主催するレーベル。大沢のエイベックス移籍に伴い運営終了。
- SEASKY - 藤井フミヤのプライベートレーベル。2014年に活動休止。
- TERRY DOLLAR RECORD$ - オレスカバンドのプライベートレーベル。2014年に活動休止。
- クリーパーズ - Creepy Nutsのプライベートレーベル。2020年、Creepy NutsがSMARのonenationレーベルに移籍したことに伴い運営終了。
- dohb discs - 2000年にEpic/Sony内レーベルから移動。同年レーベル終了。
- Yeah!Yeah!Yeah!Records - No Regret Life、キャプテンストライダムが使用。2008年にメインレーベルに吸収される形で運営終了。
- 151617 - キューンレコードから移管した。移管後はコンピレーションシリーズ「RELAXIN' WITH LOVERS」を数枚発売していた。
- NeOSITE DISCS  - Epic/Sonyから移管後、キューンミュージックに移管する。
- Threethums（JMS（ジャパンミュージックシステム）×SDR（スターダストレコーズ）×ソニー・ミュージックレーベルズによるレーベル）
- TRIBUTE link. - 2001年にSMAR、マツダ、ワールド、映画『サトラレ』によって特設されたコラボレーションレーベル（期間限定）
- XLレコーディングス - イギリスのテクノ系インディペンデントレーベル。かつての輸入盤をSMARが販売していた。

## 所属アーティスト

### Sony Music Associated Records
- amazarashi（2010年 - ）
- iri（2024年 - ）（Colourful Recordsから移籍）
- Uru（2016年 - ）
- krage（2022年 - ）
- CHEMISTRY（2017年 - ）（活動休止前はデフスターレコーズに所属）
- Cö shu Nie（2018年 - ）
- 近藤利樹（2018年 - ）
- ササノマリイ（2016年 - ）
- THE JET BOY BANGERZ（2023年 - ）
- シユイ（2022年 - ）
- 女王蜂（2011年 - ）
  - 龍宮城（2023年 - ）
- 鈴木伸之（2022年 - ）
- SPYAIR（2010年 - ）
- seiza（2024年 - ）
- TUBE（2002年 - ）
  - 前田亘輝
  - 春畑道哉
  - 渚のオールスターズ（2006年）
  - RESTART JAPAN with TUBE（2011年）
- DEEP（2016年 - ）
  - DEEP SQUAD（2020年 - ）
- 中島美嘉（2001年 - ）
  - MICA 3 CHU（2008年）
  - MIKA RANMARU（2016年 - 2019年）
- Hana Hope（2023年 - ）
- PEOPLE 1（2022年 - ）（Pollyanna Recordsにも引き続き所属）
- ヒトリエ（2014年 - ）（所属時、SMAR内にプライベートレーベル「非日常レコーズ」を発足）
- ぼっちぼろまる（2022年 - ）
- Myuk（2021年 - ）
- 山崎育三郎（2024年 - ）（ユニバーサルミュージックから移籍）
- Lucky²（2021年 - ）
- 凛として時雨（2008年 - ）
  - TK from 凛として時雨（2011年 - ）
  - 凛として時雨 ピエール中野（2011年、2014年）
- LONGMAN（2019年 - ）

### onenation
- Omoinotake（2021年 - ）
- Creepy Nuts（2019年 - ）（ソニー・ミュージックエンタテインメントから移籍）
- YUSII（2023年 - ）（2024年までざきのすけ。名義で活動）
- JUJU（2004年 - ）

### fanfarecord
- DJ和（2008年 - ）（2019年までonenation所属）
- ナナヲアカリ（2018年 - ）（2019年までonenation所属）
- 音莉飴（2023年 - ）

### studio NUI
- 神山羊（2020年 - ）（2021年から本レーベルに所属[6]）

## これまで所属したアーティスト
- SHŌGUN（1998年）（第2期、1998年にダブル・オーレコードより移籍するも程なく活動停止）
- JERRY LEE PHANTOM（1998年 - 1999年）
- 朝日美穂（1998年 - 1999年）
- 甲斐よしひろ（1998年 - 1999年）（東芝EMI → ポニーキャニオン → 東芝EMI → SMAR → オーマガトキ → ユニバーサルミュージック → 日本クラウン → 現在はプライベートレーベルbloom labelに所属）
- 七尾旅人（1998年 - 2000年）（インディーズにて活動）
- 比屋定篤子（1998年 - 2000年）（Epic Records/Mint ageから移籍 → 2000年に契約解除 → Happiness Records）
- DJ KRUSH（1998年 - 2000年）
- SATOSHI TOMIIE（1998年 - 2000年）
- BOOM BOOM SATELLITES（1998年 - 2000年）（ソニー・ミュージックレコーズに移籍 → 解散）
- Woman's Soul（1998年 - 2001年）（解散）
- 鈴木あみ（1998年 - 2001年）（鈴木亜美名義にてavex traxに移籍）
- 藤井フミヤ（1998年 - 2014年）（ポニーキャニオンから移籍）
- 藤井尚之（1998年 - 2003年）（同上）
  - F-BLOOD（2000年 - 2008年）（同上）
  - S, F,（2003年）
- canna（1999年）
- ZIGGY（1999年）
- 佐藤康恵（1999年）
- 藤田陽子（1999年）
- Chappie（1999年）
- 浜崎貴司（1999年）
- BEAT KIDS（1999年）
- 川越春奈（1999年）
- HAL FROM APOLLO '69（1999年）
- CROSSWALK（1999年 - 2000年）
- BAJI-R（1999年 - 2000年）
- MANGAHEAD（1999年 - 2000年）（解散 → ソロ活動へ）
- ROVO（1999年 - 2000年）（Epic Records/dohb DISCSから移籍 → 2000年に契約解除）
- 麻波25（1999年 - 2000年）
- BLue-B（1999年 - 2000年）
- 木内健（1999年 - 2000年）
- 露崎春女（1999年 - 2000年）
- 中島卓偉（1999年 - 2000年）
- 石野田奈津代（1999年 - 2000年）（いしのだなつよ名義、2000年に契約解除となるも2009年にユニバーサルミュージックに移籍）
- TRUE KiSS DESTiNATiON（1999年 - 2000年）
- THE TRANSFORMER（1999年 - 2001年）
- 川本真琴（2000年）
- キタキマユ（2000年）
- 2丁拳銃（2000年）
- 宇都宮隆（2000年）
- 566（2000年）
- 蓮井朱夏（2000年）
- ECHOES（2000年）
- TOMOVSKY（2000年）
- Lily Chou-Chou（2000年）（東芝EMIに移籍 → Salyuとして活動）
- DJ OASIS（2000年 - 2001年）
- SUIKEN（2000年 - 2002年）
  - MONGOL（2002年）
- 椎名純平（2000年 - 2004年）（R and Cに移籍）
- bird（2000年 - 2008年）（ユニバーサルミュージックに移籍）
- SAYUKI（2001年）
- DEV LARGE（2001年）
- 石野卓球（2001年）
- ECHOES OF YOUTH（2001年）
- KYOTO JAZZ MASSIVE（2001年）
- LUNCH TIME SPEAX（2001年 - 2002年）
- 佳苗（2001年 - 2003年）
- 西田敏行（2001年 - 2004年）（ビクターエンタテインメントより一枚シングルをリリース後、現在はキングレコード）
- 大沢伸一（2001年 - 2004年）（MONDO GROSSO時代、フォーライフから移籍 → rhythm zoneに移籍）
- Monday Michiru（2002年）
- Eckko（2002年 - 2004年）
- 星村麻衣（2002年 - 2006年）（SME Recordsに移籍）
- SOULHEAD（2002年 - 2007年）（avex traxに移籍）
- MAMALAID RAG（2002年 - 2010年）
- 浦田賢一 & SHIRAI.Bro's（2003年）
- 外道（2003年 - 2004年）
- 川口大輔（2003年 - 2005年）
- nobodyknows+（2003年 - 2009年）（インディーズにて活動）
- RYTHEM（2003年 - 2011年）（一度解散するが2021年に再結成し、ソニー・ミュージックダイレクト内のALDELIGHTに所属）
- HIRO☆TAKAMI（2004年）
- 金原千恵子（2004年）
- リュ・シウォン（2004年）（徳間ジャパンコミュニケーションズに移籍）
- 信近エリ（2004年 - 2006年）（rhythm zoneに移籍）
- DUBSENSEMANIA（2004年 - 2007年）
- 雷鼓（2004年 - 2007年）（活動休止）
- キャプテンストライダム（2004年 - 2010年）（活動休止）
- 宇都美慶子（2004年 - 2015年、2021年）
- SNoW（2005年 - 2007年）
- 冨田ラボ（2005年 - 2007年）（rhythm zoneに移籍）
- No Regret Life（2005年 - 2008年）（2010年に自主レーベルspiral-motionへ移籍）
- 大山百合香（2005年 - 2009年）
- ゆらゆら帝国（2005年 - 2011年）（ミディから移籍、2010年3月解散）
- COLDFEET（2006年）
- ajapai（2006年）
- HIGH VOLTAGE（2006年 - 2007年）
- オレスカバンド（2006年 - 2014年）
- alüto（2007年 - 2009年）
- ミドリ（2007年 - 2010年）（解散）
- ONE☆DRAFT（2007年 - 2013年）（徳間ジャパンコミュニケーションズに移籍）
- access（2007年 - 2010年、2017年 - 2023年）（ファンハウス（現・アリオラジャパン） → アンティノスレコード（現・エピックレコードジャパン） → 本レーベルを一度離れた後復帰 → ランティスへ移籍）
- SHEN（2008年）
- PLASTIC LOVE（2008年）
- MiChi（2008年 - 2013年）
- フラワーカンパニーズ（2008年 - 2017年）（アンティノスレコード（現・エピックレコードジャパン） → インディーズから復帰し再度インディーズ）
- はる（スピリチュアル・カウンセラー）（2009年）
- KEMURI（2009年）
  - 伊藤ふみお（2009年）
- テクマクジャンクション（2009年）
- Vijandeux（2009年 - 2010年）
- 72（2009年 - 2011年）
- Love（2009年 - 2012年）（解散）
- 和紗（2009年 - 2013年）
- JASMINE（2009年 - 2017年）
- 佐藤帆乃佳（2010年）
- 貴水博之（2010年）（ファンハウス → ソニー・ミュージックレコーズから移籍）
- RAM WIRE（2010年 - 2016年）
- 黒猫チェルシー（little voice）（2010年 - 2015年）（ソニー・ミュージックレコーズに移籍）
- ザ50回転ズ（2010年 - 2012年）
- フジファブリック（2010年 - 2025年）（EMIミュージック・ジャパンから移籍 → 活動休止）
- AOEQ（2011年）
- Secret（2011年 - 2013年）（ユニバーサルミュージックに移籍）
- HAPPY BIRTHDAY（2011年 - 2014年）
- ムック（2011年 - 2018年）（ユニバーサルミュージックから移籍 → インディーズに移行 → 徳間ジャパンコミュニケーションズにて再びメジャー復帰）
- Flower（2011年 - 2019年）（解散）
- 野宮真貴（2012年）
- 藤原ヒロシ（2013年）
- Bo Ningen（2013年 - 2014年）
- nicoten（2013年 - 2015年）
- THREE LIGHTS DOWN KINGS（2013年 - 2016年）
- ハルカトミユキ（2013年 - 2019年）
- Chelsy（2014年 - 2015年）
- REVALCY（2014年 - 2018年）
- 川畑要（2014年 - 2019年）（デフスターレコーズから移籍）
- Saku（2015年 - 2017年）
- 三戸なつめ（2015年 - 2017年）
- メロフロート（2015年 - 2018年）
- 夢みるアドレセンス（2015年 - 2019年）
- XOX（2015年 - 2020年）
- PKCZ®（2016年）
- ShuuKaRen（2016年 - 2017年）
- HARUHI（2016年 - 2018年）
- 青柳翔（2016年 - 2019年）
- Leola（2016年 - 2022年）
- miracle2 from ミラクルちゅーんず!（2017年 - 2018年）
- magical2 from マジマジョピュアーズ!（2018年 - 2019年）
- mirage2 from ファントミラージュ!（2019年 - 2020年）
- あっこゴリラ（2018年 - 2021年）
- KEIJU（2018年 - 2023年）
- Girls²（2019年 - 2025年）（rhythm zoneに移籍）
- フレンズ（2019年 - 2021年）
- 福原遥（2019年 - 2023年）
- Shohei Takagi Parallela Botanica（2020年）（カクバリズムとの共同リリース）
- 鷲尾伶菜（2020年 - 2023年）
- ネクライトーキー（2020年 - 2024年）（Sony Music Associated Records → studio NUI → 日本コロムビアに移籍）
- FOMARE（2020年 - 2024年）（トイズファクトリーに移籍）
- MOONCHILD（2023年）
- arban（2023年 - 2024年）
- crhug（2023年 - 2024年）
- 虎鷹（2023年 - 2024年）
- 上ノ堀結愛（2024年）

## 参加作品
| 発売日         | タイトル | 規格品番            |
| -------------- | --- | ------------------- |
| 2001年2月21日  | SOUL REBEL 2000                                                                                                | AICT-1298           |
| 2001年5月9日   | compost 100 | AICT-168            |
| 2001年5月25日  | 冷静と情熱のあいだ Blu 〜フィレンツェの異邦人〜 辻仁成プロデュース                                             | AICT-1313           |
| 2003年5月2日   | THE ROOM-10th Anniversary-                                                                                     | AICL-1417           |
| 2004年1月15日  | 「機動戦士ガンダムSEED」COMPLETE BEST                                                                          | AICL-1506           |
| 2004年3月31日  | めざましsongs                                                                                                  | AICL-1518           |
| 2004年6月2日   | あの頃、マリー ローランサン 2004 A TRIBUTE TO K.Yasui & K.Kato                                                 | AICL-1533           |
| 2006年6月28日  | JAPA-RICO～RICO RODRIGUEZ MEETS JAPAN                                                                          | AICL-1753           |
| 2007年10月10日 | ジョビニアーナ -愛と微笑みと花-                                                                                | AICL-1859           |
| 2009年3月25日  | タイトルはLIFEです。                                                                                           | AICL-2010           |
| 2009年4月22日  | “69★TRIBE”Cupid Honey Traps                                                                                    | AICL-2005           |
| 2009年9月16日  | 深夜高速 -生きててよかったの集い-                                                                              | AICL-2039           |
| 2010年3月31日  | アゲウタ 〜恋をあきらめない女子のウタ〜                                                                        | AICL-2096           |
| 2010年4月28日  | 須永辰緒の夜ジャズ・外伝 ALL THE YOUNG DUDES 〜全ての若き野郎ども〜                                            | AICL-2119           |
| 2010年9月8日   | モテキ的音楽のススメ 〜土井亜紀・林田尚子盤〜                                                                  | AICL-2163           |
| 2011年8月31日  | モテキ的音楽のススメ 映画盤                                                                                    | AICL-2293           |
| 2011年9月14日  | モテキ的音楽のススメ MTK PARTY MIX盤                                                                           | AICL-2294           |
| 2011年9月21日  | モテキ的音楽のススメ Covers for MTK Lovers盤                                                                   | AICL-2295           |
| 2011年11月30日 | TOKYO MOTOR SHOW COMPILATION REMIX -The 42nd TOKYO MOTOR SHOW 2011 OFFICIAL ALBUM Remixed by Piston Nishizawa- | AICL-2323           |
| 2012年2月1日   | 俺のスターアルバム inspired by 荒川アンダー ザ ブリッジ THE MOVIE                                              | AICL-2338           |
| 2014年10月22日 | I ♥ FC MORE THAN EVER 〜FLOWER COMPANYZ TRIBUTE〜                                                              | AICL-2751           |
| 2016年2月10日  | フェス、その前に                                                                                               | AICL-3008           |
| 2016年2月24日  | MIKA NAKASHIMA TRIBUTE                                                                                         | AICL-3064 AICL-3066 |